# Crespy-le-Neuf
Crespy-le-Neuf ist eine französische Gemeinde mit 125 Einwohnern (Stand: 1. Januar 2022) im Département Aube in der Region Grand Est. Sie gehört zum Arrondissement Bar-sur-Aube und zum gleichnamigen Kanton Bar-sur-Aube. 
Sie ist umgeben von folgenden Nachbargemeinden:
| Brienne-le-Château | Juzanvigny                                  | Épothémont  |
|                    | Kompassrose, die auf Nachbargemeinden zeigt |             |
| Brienne-la-Vieille |                                             | Morvilliers |

## Bevölkerungsentwicklung
| Jahr                      | 1962 | 1968 | 1975 | 1982 | 1990 | 1999 | 2008 | 2016 |
| ------------------------- | ---- | ---- | ---- | ---- | ---- | ---- | ---- | ---- |
| Einwohner                 | 191  | 161  | 124  | 130  | 139  | 146  | 149  | 152  |
| Quelle: Cassini und INSEE |      |      |      |      |      |      |      |      |

## Sehenswürdigkeiten

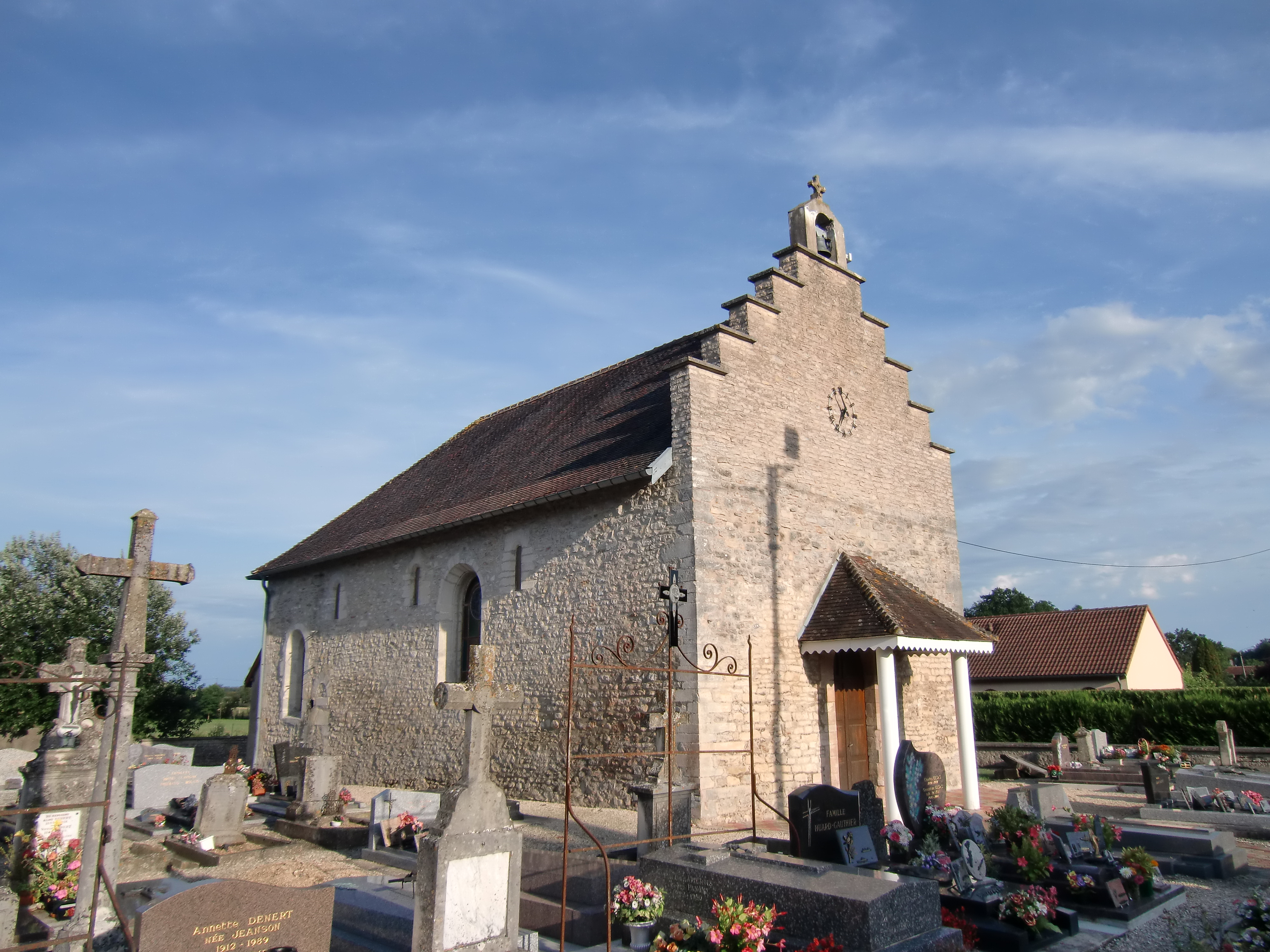
Kirche

- Kirche Notre-Dame-de-la-Nativité